# ماساميشي يامادا
ماساميشي يامادا (باليابانية: 山田 正道) (7 أبريل 1981 في كيوتو في اليابان – )؛ هو لاعب كرة قدم ياباني سابق كان يلعب كلاعب وسط.

## وصلات خارجية
- ماساميشي يامادا على موقع رابطة كرة القدم اليابانية للمحترفين (اليابانية)
- ماساميشي يامادا على موقع Soccerway.com (الإنجليزية)